# Eurithia tuberculata
Eurithia tuberculata là một loài ruồi trong họ Tachinidae.